# Kollision in Korea
Kollision in Korea foi um evento de wrestling profissional em formato pay-per-view organizado pela World Championship Wrestling (WCW) em parceria com a New Japan Pro Wrestling (NJPW). Foi o primeiro evento de uma organização de wrestling norte-americana na Coreia do Norte. Aconteceu em abril de 1995, mas só foi ao ar em agosto de 1995. O evento teve 340,000 espectadores no Estádio Rungrado May Day (150 mil no primeiro dia e 190 mil no segundo), sendo o recorde de maior audiência de um evento deste gênero.